# Nigredo (альбом)
Nigredo — сольный студийный альбом лидера группы Оргия Праведников Сергея Калугина. Записан в январе 1994 года, выпущен на CD. Фактически является первым русским альбомом в стиле дарк-фолк (долгое время оставался также и единственным).

## Состав альбома
В альбом вошли пять песен и четыре сонета. Сонеты в альбоме не сопровождаются музыкой, и являются частью венка сонетов Сергея Калугина (см. ниже).
Из пяти песен альбома три в дальнейшем вошли в репертуар Оргии Праведников и были изданы в её альбомах: «Восхождение чёрной луны» в альбоме Оглашенные, изыдите! (1999), «Радость моя» под названием «Ничего нет прекраснее смерти!» в альбоме Двери! Двери! (2005) и «Танец Казановы» в альбоме Время будить королей (2020).

## Список композиций
1. Сонет № 1 — 0:49
2. Рассказ Короля-Ондатры о рыбной ловле в пятницу — 9:05
3. Сонет № 2 — 0:45
4. Танец Казановы — 7:49
5. Луна над Кармелем — 11:41
6. Сонет № 3 — 0:42
7. Восхождение чёрной луны — 6:53
8. Сонет № 4 — 0:46
9. Радость моя — 5:05

## Участники записи
- Сергей Калугин — акустические гитары, вокал
- Александр Косорунин — перкуссия
- Анастасия Гронская — клавишные
- Михаил Рыжов — виолончель
- Ольга Арефьева — хор
- Юрий Лопатин — ребек, варган, флейты
- Гарик Смирнов — бэк-вокал
- Владимир Тараненко — лидер-гитара, бас-гитара, ритм-компьютер
- Сергей Томилин — лидер-гитара
- Издатель: Мишель Драшусофф
- Художник: Ольга Милова-Руммель
- Звукоинженер: Владимир Тараненко
- Сведение: Жан-Марк Генс
- Мастеринг: Ж. М. Генс и А. Вард